# Alain Bernard
|}
Alain Bernard (Aubagne, 1. svibnja 1983.) je francuski plivač.